# Meu Recado
Meu Recado é o segundo álbum de estúdio do grupo brasileiro de samba Katinguelê, lançado em 1994 pelo selo independente Chopapo e, posteriormente, pela gravadora Warner.

## Faixas
Lado A
1. Pra Gente Matar a Saudade (Téo/Mário/Salgadinho)
2. Remanso (Claudinho de Oliveira)
3. Apelo de Quem Ama (Pelezinho/Péricles)
4. A Primavera e Nós Dois (Mito/Fernando Nunes/Barriga)
5. Cilada (Jady)
6. Liberdade Sonhada (Juninho/Salgadinho/Edu)

Lado B
1. Não Haverá Ilusão (Claudinho de Oliveira)
2. Amiga (Salgadinho/Nino/Papacaça)
3. Corpo Lúcido (Mito)
4. Separação (Salgadinho/Papacaça/Adilson Magrão)
5. Vagas Lembranças (Salgadinho/Nino)
6. Meu Recado (Arlindo Cruz/Franco)

## Integrantes
- Breno – violão de 7 cordas, banjo
- Mário – tantã
- Nino Brown – repique de mão
- Téo – percussão
- Hoody – pandeiro
- Salgadinho – cavaco, vocal